# Lijst van voetbalinterlands Portugal - Tsjecho-Slowakije
Deze lijst van voetbalinterlands is een overzicht van alle officiële voetbalwedstrijden tussen de nationale teams van Portugal en Tsjecho-Slowakije. De landen hebben negen keer tegen elkaar gespeeld. De eerste ontmoeting, een vriendschappelijke wedstrijd, werd gespeeld in Lissabon op 12 januari 1930. Het laatste duel, een kwalificatiewedstrijd voor het Wereldkampioenschap voetbal 1990, vond plaats op 15 november 1989 in de Portugese hoofdstad.

## Wedstrijden
| № | Plaats     | Datum             | Competitie           | Wedstrijd                    | Uitslag |
| - | ---------- | ----------------- | -------------------- | ---------------------------- | ------- |
| 1 | Lissabon   | 12 januari 1930   | Vriendschappelijk    | Portugal – Tsjecho-Slowakije | 1 – 0   |
| 2 | Bratislava | 25 april 1965     | WK 1966 kwalificatie | Tsjecho-Slowakije – Portugal | 0 – 1   |
| 3 | Porto      | 31 oktober 1965   | WK 1966 kwalificatie | Portugal – Tsjecho-Slowakije | 0 – 0   |
| 4 | Praag      | 30 april 1975     | EK 1976 kwalificatie | Tsjecho-Slowakije – Portugal | 5 – 0   |
| 5 | Porto      | 12 november 1975  | EK 1976 kwalificatie | Portugal – Tsjecho-Slowakije | 1 – 1   |
| 6 | Porto      | 14 oktober 1984   | WK 1986 kwalificatie | Portugal – Tsjecho-Slowakije | 2 – 1   |
| 7 | Praag      | 25 september 1985 | WK 1986 kwalificatie | Tsjecho-Slowakije – Portugal | 1 – 0   |
| 8 | Praag      | 6 oktober 1989    | WK 1990 kwalificatie | Tsjecho-Slowakije – Portugal | 2 – 1   |
| 9 | Lissabon   | 15 november 1989  | WK 1990 kwalificatie | Portugal – Tsjecho-Slowakije | 0 – 0   |

## Samenvatting
| Competitie        | Totaal gespeeld | Winst Portugal | Gelijk | Winst Tsjecho-Slowakije | Doelsaldo Portugal – Tsjecho-Slowakije |
| ----------------- | --------------- | -------------- | ------ | ----------------------- | -------------------------------------- |
| WK-kwalificatie   | 6               | 2              | 2      | 2                       | 4 − 4                                  |
| EK-kwalificatie   | 2               | 0              | 1      | 1                       | 1 − 6                                  |
| Vriendschappelijk | 3               | 1              | 0      | 2                       | 1 − 0                                  |
| Totaal            | 9               | 3              | 3      | 3                       | 6 − 10                                 |